# Erigeron neglectus
Erigeron neglectus là một loài thực vật có hoa trong họ Cúc. Loài này được Kern. ex Nyman mô tả khoa học đầu tiên năm 1871.